# Kevély-nyergi-zsomboly
A Kevély-nyergi-zsomboly Magyarország megkülönböztetetten védett barlangjai között van. A Duna–Ipoly Nemzeti Park területén lévő Pilis hegységben található. Turista útikalauzokban is be van mutatva.

## Leírás
500 méterre, keletre fekszik az egykori Kevély-nyergi turistaháztól, a Nagy-Kevély oldalában. Ligetes erdőben, nehezen észrevehetően nyílik, bár a bejárata nagy, egy 4–5 méter átmérőjű akna. A turistatérképek is jelölik a helyét. A legkönnyebben a zöld sáv jelzésű turistaútról közelíthető meg.
Felső triász dachsteini mészkőben jött létre. Meleg vizek alakították ki. A bejárati akna Leél-Őssy Sándor szerint hévizes, Haas János szerint beszakadásos eredetű, amelyben gömbüstök és cseppkőlefolyások figyelhetők meg. A bejárati aknával párhuzamos, agyaggal és a felszínről bemosott kőzettörmelékkel feltöltött ikerakna egy terembe vezet, ahol a beszakadás törmelékhalma van. A barlang csak kötéltechnikában jártas, engedéllyel rendelkező személyeknek járható. A bejárati akna feltöltődése gyakran megakadályozza a zsomboly alsó, vízszintes részébe a bejutást. Jelenleg nem járható ez a rész.
Előfordul a barlang az irodalmában Kevélyi-zsomboly (Bertalan, Schőnviszky 1973–1974), Kevély-nyergi Természetbarát-zsomboly (Dely, Mezei 1974), Kevélynyergi-zsomboly (Leél-Őssy 1958), Kevélynyergi zsomboly (Leél-Őssy 1958), Kevélynyergi Zsomboly (Thuróczy 1964), Nagy-kevélyi Természetbarát-zsomboly (Bertalan, Schőnviszky 1973–1974), Nagykevélyi-zsomboly (Kordos 1984), Nagykevélyi zsomboly (Kadić 1942), Természetbarát-barlang (Kordos 1984), Természetbarát barlang (Bertalan 1976), Természetbarát-zsomboly (Révai 1941) és Természetbarát zsomboly (Mezei, Páli 1955) neveken is. A Természetbarát-barlang nevet és az ahhoz hasonló neveket a barlang az 1940-es években, az alsó teremsorát felfedező Természetbarátok Turista Egyesület neve miatt kapta.

## Kutatástörténet
A Bertalan Károly által írt, 1976-ban befejezett kézirat szerint, a Schőnviszky László által készített, 1937-ben publikált tanulmányban meg van említve a Kevély-nyergi-zsomboly, de az 1937-ben kiadott tanulmány 151. oldalán valószínűleg a Gyopáros-barlangra utalt Schőnviszky László. A 151. oldalon az olvasható, hogy van a Nagy-Kevély déli oldalán egy feltárásra váró kis üreg.
A Természetbarát 1938. évi 3–4. számában meg van említve, hogy a TTE barlangkutatói felfedeztek egy zsombolyt. Korábban ismeretlen volt a zsomboly, amely a kevély-nyergi menedékháztól É-ra pár percre helyezkedik el. Az egyesület tagjai elkezdték a barlang kutatását. Négy munkatúrán kutatták a barlangot. Eredményt lassan értek el, de az eredmény biztató. A feltárt részekben szép cseppkövek vannak. Úgy gondolják, hogy a zsomboly egy nagyobb barlangrendszerhez vezet le. Nemsokára megint munkatúrát tesznek a barlangban és remélik, hogy sok természetbarát lesz ezen a túrán. A túra nemcsak az egyesület tagjainak fontos, hanem mindenkinek. Az egyesület tagjai eltervezték, hogy ha elég érdeklődő lesz, akkor Pest környéki barlangkörtúrát (pl. Kevélyi barlang, Szemlő-hegyi-barlang, Ferenc-hegyi-barlang, Pál-völgyi-barlang, Solymári-ördöglyuk, Legény-barlang) fognak vezetni. Őszi barlangtúranaptár: 1938. október 16., kevélyi új zsomboly (vezető: Venkovits István).
1940-ben, valamint 1941-ben a csoporttagok feltáró munkát végeztek a barlangban. 1941 júniusában és 1941. november 9-én fel lett mérve a barlang, majd a felmérés alapján elkészült a Természetbarát barlang alaprajz térképe és hosszmetszet térképe. A térképen láthatók a barlang részeinek nevei: Magazin, Zsomboly, Büdöslyuk, Pihenő, Kiskürtő-terem, Miklós-átjáró, Kis-Danca-terem, Nagy-Danca-terem, Átjáró és Hosszú-folyosó.
A Népszava 1941. április 2-i száma szerint 1941. március 30-án a Természetbarátok barlangkutatói új részt tártak fel a zsombolyban. A 20 méter mély zsomboly alján, a felhalmozódott, nagy mennyiségű sziklatörmelékben, sokáig tartó munka után vasárnap sikerült egy szűk folyosót kibontani, amelyből két nagy méretű terembe jutottak a felfedezők. Az egyik terem egy emelet magas és sok benne a gyönyörű cseppkő, valamint a hófehér mésztufazuhatag. A legszebb termet Dancza János nevéről Dancza-teremnek nevezték el. A barlangban a legszebb látványosság egy cseppkőfülke, amely három–négy méter magas, karfiolszerű képződmény és mellette egy kristálytiszta vízzel teli kőmedence van. A padlót is tufagátak és cseppkövek díszítik. 50 méter hosszú a felfedezett, gyönyörűen cseppköves barlangrész, amely csak egy részeredménye a barlang kutatásának és emiatt a Pilis fontos barlangjai közé sorolható a zsomboly.
Az 1942. június 30-i Magyar Turista Életben megjelent cikkben az olvasható, hogy Jaskó Sándor szakvéleményt adott a TTE kérésére a Nagykevélyi zsomboly további feltárásáról. Az 1950-es években a barlang alsó részei elzáródtak a külvilágtól. Az 1955-ben napvilágot látott, Pilis útikalauz című könyv szerint a Kevély-nyergi turistaház közelében nyílik a fárasztó munkával feltárt barlang, amely azóta beomlott.

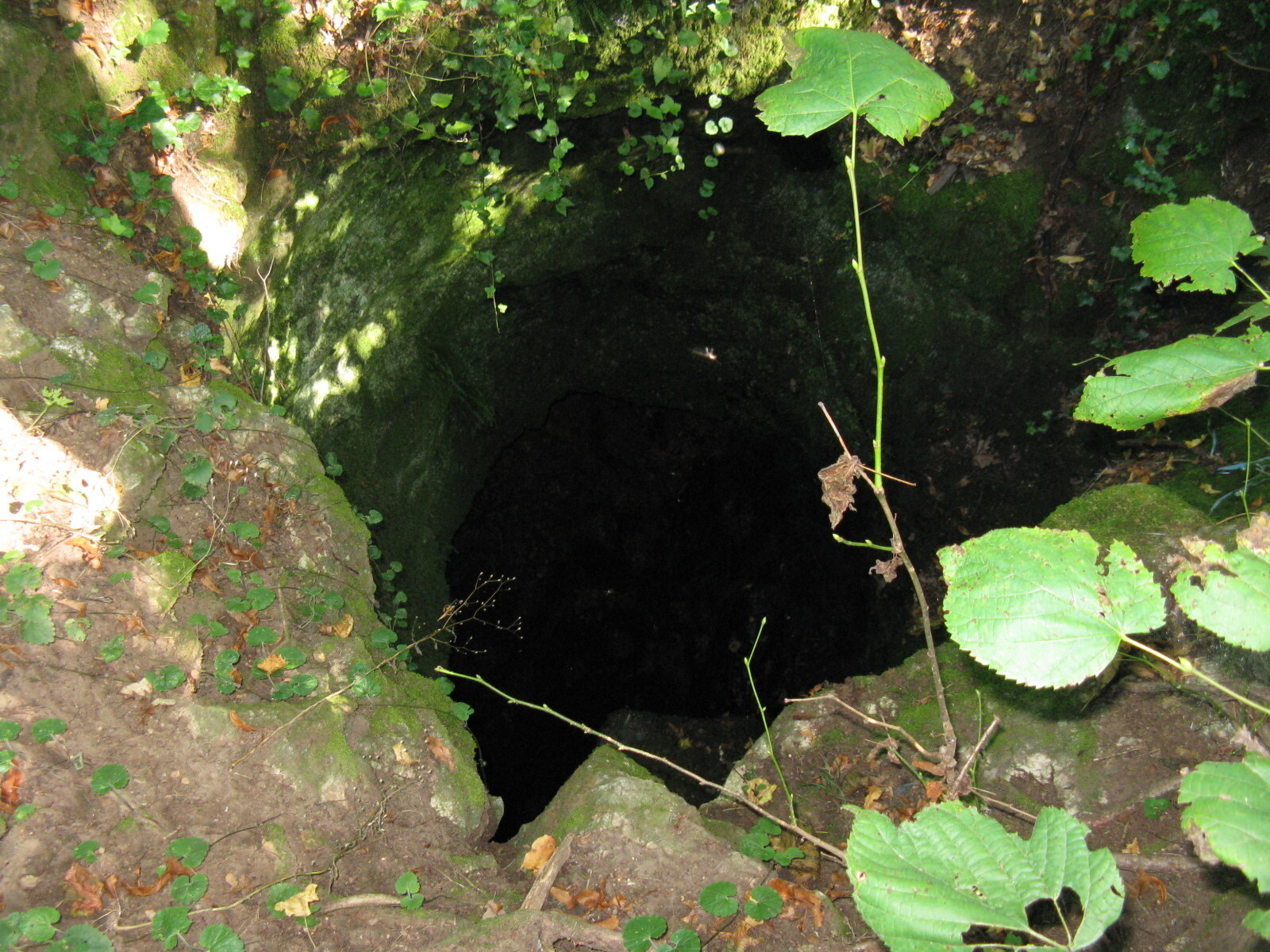
A Kevély-nyergi-zsomboly bejárata 2016-ban

Az 1958-ban megjelent, Leél-Őssy Sándor által írt tanulmányban szó van arról, hogy a Kevély-hegycsoport tönkösödését és fiatal mozgásait bizonyítják pl. a magasan elhelyezkedő, pusztuló, száraz forrásbarlangok, valamint hévizes eredetű barlangok. Ilyen a 420 m tszf. magasságban fekvő Kevélynyergi-zsomboly is. A Kevélynyergi zsomboly közelében is megfigyelhető néhány kis (1 m mély) dolinaszerű, lefolyástalan mélyedés. A Kevélynyergi-zsomboly a Kevély-hegycsoport legnagyobb barlangja az Ürömi-víznyelőbarlang után, de jelenleg megint el van tömődve legnagyobb része. A kevély-nyergi turistaháztól K-re kb. 500 m-re, cserjés belsejében (úttalan, nehezen megtalálható helyen), kb. 420 m tszf. magasságban helyezkedik el a barlang bejárata. A barlang tulajdonképpen egyetlen aknából áll, amely hatalmas, 17 m mély. Az akna aljának hatalmas teremben van vége. Ebben a teremben kezdődik az az eltömődött és lefelé haladó akna, amely a barlang alsó részeibe vezet.
Leél-Őssy Sándorék szerint nem felszakadt zsomboly a barlang, hanem emeletes aknabarlang, amely hévizes kialakulású. Az aknabarlang tektonikus hasadék mentén keletkezett. Ezt igazolják az akna oldalfalain és vakkürtőinek mennyezetén keletkezett hatalmas, jellegzetes gömbfülkék, amelyek egymás felett füzérszerűen helyezkednek el. A barlang alsó részeit az 1940-es évek elején Venkovits István tárta fel és mérte fel térképének elkészítéséhez, de azóta megint beomlott és eltömődött az ebbe a részbe vezető út. A barlang régóta száraz, pusztuló állapotú. Venkovits István szerint majdnem 100 m hosszú a barlang belső, elzárt része. Ezért érdemes lenne megint feltárni ezt a részt. A tanulmányhoz mellékelve lett egy térképvázlat, amely a Kevély-hegycsoportot mutatja be. A térképvázlaton megfigyelhető a Kevély-nyergi-zsomboly földrajzi elhelyezkedése. A rajzon és a szövegben 10-es számmal van jelölve a barlang.
Az 1962-ben napvilágot látott, A barlangok világa című könyvben szó van arról, hogy a Kevélynyergi zsomboly a Kevély-csoport legnagyobb barlangja. A kevély-nyergi turistaháztól K-re kb. 500 m-re lévő cserjés-erdős részen van a barlang bejárata, amely az úttalan helyen nehezen található meg. Egyetlen hatalmas, 17 m mély akna alkotja, amely alul egy kupolás teremben ér véget. A teremből egy akna indul, amely általában el van tömődve, a kb. 100 m-es alsó barlanghoz. Az alsó barlangot Venkovits István vezetésével tárták fel az 1940-es években. A hévizes keletkezésű barlangban jellegzetes gömbfülkék figyelhetők meg.
Az 1964. évi Karszt és Barlangban közölve lett, hogy a Szabó József Geológiai Technikum barlangkutatói 1964-ben a kutató táborozásukkor nehéz munkával megint feltárták a Kevély-nyeregben lévő Természetbarát-zsomboly omlások miatt régen lezárult alsó járatait. Az 1964-ben kiadott, Az országos kék-túra útvonala mentén című könyvben az olvasható, hogy a Kevély-hegycsoportban, K-re 0,5 km-re, úttalan és cserjés erdőben rejtve nyílik a barlang nehezen megtalálható bejárata. A hévizes eredetű barlang két fő részből áll, a felszínről levezető meredek, 17 m mély aknából és az alsó szinten húzódó, kb. 100 m hosszú részből. Az utóbbiba átvezető járat azonban mindig eltömődik. A barlang hévizes kialakulását a barlang falain füzérszerűen elhelyezkedő jellegzetes gömbfülkék bizonyítják. Az Ürömi-víznyelőbarlang után a Kevélynyergi Zsomboly a Kevély-hegycsoport legnagyobb barlangja. 1964-ben a zsombolynyílás alatt ácsolatot készítettek a pilisvörösvári bányászok a Szabó József Geológiai Technikum Barlangkutató Csoportjának kérésére. Ezzel akadályozták meg a behulló, bemosódó talaj és a törmelék bekerülését az alsóbb szintekbe.
1965 tavaszán a Geológiai Technikum Barlangkutató Csoportjának tagjai (Scharek Péter, Szablyár Péter) felmérték a barlangot, majd Szablyár Péter a felmérés felhasználásával megrajzolta a Kevélynyergi zsomboly alaprajz térképét. A térkép 1:50 méretarányban mutatja be a barlangot. A Haas János (a Szabó József Geológiai Technikum Barlangkutató Csoportjának tagja) által 1966-ban készített képesítő szakdolgozat témája a Kevély-nyergi-zsomboly. A Szabó József Geológiai Technikum Barlangkutató Csoportja 1968-ban újra feltérképezte az üregrendszert. Szenthe István vizsgálta az üreget 1969-ben. 1969–1971-ben a Szpeleológia Barlangkutató Csoport tagjai végeztek benne klimatológiai, biológiai és hidrológiai méréseket. 1974-ben a Foton Barlangkutató Csoport elkészítette a barlang fénykép-dokumentációját.
Az 1974-ben megjelent, Pilis útikalauz című könyvben, a Pilis hegység és a Visegrádi-hegység barlangjainak jegyzékében (19–20. old.) meg van említve, hogy a Pilis hegység és a Visegrádi-hegység barlangjai között van a Kevély-nyergi-zsomboly és a Természetbarát-zsomboly. A Pilis hegység barlangjait leíró rész szerint a Nagy-Kevély és Kis-Kevély közötti nyeregben, a kevély-nyergi turistaháztól K-re kb. 500 m-re, ligetes erdőben található a Kevély-nyergi-zsomboly (Természetbarát-zsomboly), amely a Kevélyek egyik legnagyobb barlangja. Az 1975. évi MKBT Beszámolóban kiadott, Jánossy Dénes által írt jelentésben meg van említve, hogy 1975-ben a Kevély-nyergi-zsomboly kitöltéséből csontanyag lett gyűjtve, amelyet Szücs Z. átadott a Magyar Karszt- és Barlangkutató Társulat Őslénytani Szakbizottságának.
Az 1976. évi MKBT Beszámolóban napvilágot látott, Kordos László által írt jelentésben szó van arról, hogy a Kevély-nyergi-zsomboly talpszintjének kis oldaljáratából, a Magazinból többször előkerültek csontmaradványok. 1976. szeptember 29-én Schindler László gyűjtött innen (faunalistáját lásd az MKBT Beszámoló 1975 második félév, 171–172. old.). 1976. januárban Schindler László a Magazinban talált barna varangy, Rana, különböző madárfajok, nagy pele, Apodemus, Microtus és Canis csontokat. Az 1976. évi MKBT Beszámolóban kiadott, Jánossy Dénes által írt jelentésben meg van említve, hogy 1976-ban szórvány őslénytani lelet került elő a Pilis hegységben lévő Kevélynyergi zsombolyból (Schindler László).
Az 1976-ban befejezett, Bertalan Károly által írt, Magyarország barlangleltára című kéziratban az olvasható, hogy a Pilis hegységben, a Kevély-csoportban, Budakalászon elhelyezkedő Kevélynyergi zsomboly további nevei Nagykevélyi zsomboly és Természetbarát barlang. A kevély-nyergi Stromfeld Aurél turistaháztól ÉK-re 400 m-re, a Kevély-nyereg gerincén, ligetes erdőben, 396 m tengerszint feletti magasságban, két kis méretű beszakadásban van a 4–5 m átmérőjű bejárata. A bejáratnál található segédpont a 406 m-es magassági ponttól DNy-ra 135°-ra, 132 m-re van. A hévizes eredetű emeletes aknabarlang kb. 80 m hosszú és kb. 21 m mély. A kézirat barlangra vonatkozó része 3 irodalmi mű alapján lett írva.
A Bertalan Károly és Schőnviszky László által összeállított, 1976-ban megjelent Magyar barlangtani bibliográfia barlangnévmutatójában meg van említve a Pilis hegységben lévő barlang Nagy-kevélyi Természetbarát-zsomboly néven Kevélyi-zsomboly, Természetbarát-zsomboly névváltozatokkal. A barlangnévmutatóban fel van sorolva 8 irodalmi mű, amelyek foglalkoznak a barlanggal. Az 1975–1980. évi Karszt- és Barlangkutatásban publikálva lett egy vázlatos térkép, amelyen a Kevély-csoport vízkémiai szempontból vizsgált barlangjainak földrajzi elhelyezkedése látható. Az ábrán megfigyelhető a Kevély-nyergi-zsomboly földrajzi elhelyezkedése.

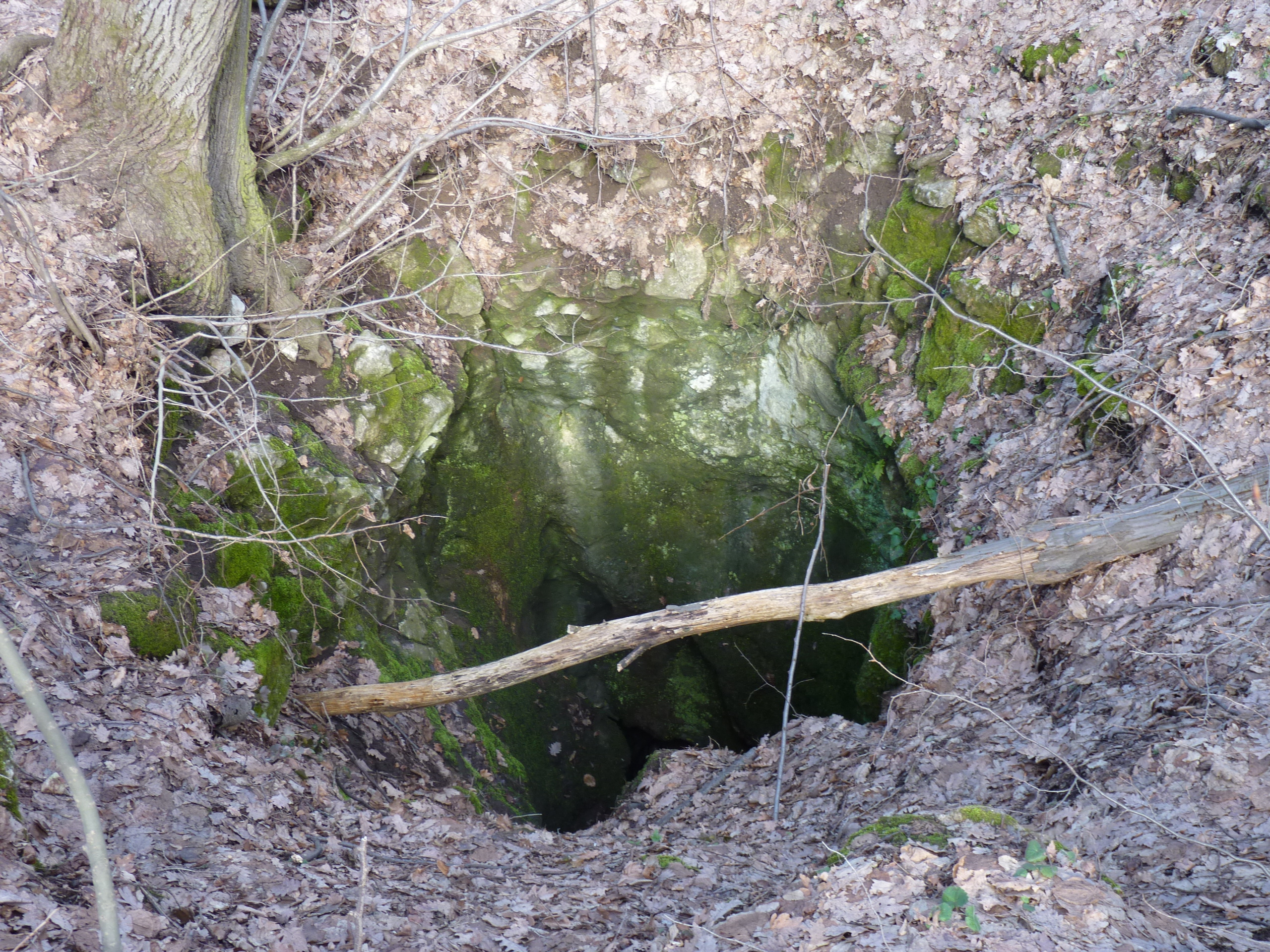
A Kevély-nyergi-zsomboly bejárata 2013-ban

Az 1981. évi Karszt és Barlang 1–2. félévi számában nyilvánosságra lett hozva, hogy a Természetbarát-zsombolynak 4820/12. a barlangkataszteri száma. Az 1983. évi Karszt és Barlangban van egy olyan ábra, amelyen a Pilis hegység Pilis hegytől Dunáig terjedő részének hossz-szelvénye látható. A rajzon megfigyelhető a terület jelentős barlangjainak földrajzi elhelyezkedése és az, hogy a barlangok mekkora tszf. magasságban helyezkednek el. Az ábrán szerepel a 394 m tszf. magasságban elhelyezkedő Kevély-nyergi-zsomboly. A barlang 80 m hosszú és 21 m mély.
Az 1984-ben kiadott, Magyarország barlangjai című könyv országos barlanglistájában szerepel a Pilis hegység barlangjai között a barlang Természetbarát-zsomboly néven Kevély-nyergi-zsomboly, Nagykevélyi-zsomboly és Természetbarát-barlang névváltozatokkal. A listához kapcsolódóan látható a Dunazug-hegység barlangjainak földrajzi elhelyezkedését bemutató 1:500 000-es méretarányú térképen a barlang földrajzi elhelyezkedése. Az 1986. évi Karszt és Barlangban megjelent bibliográfia regionális bibliográfia részében szerepel a barlang Kevély-nyergi-zsomboly néven. Az összeállítás szerint a Karszt és Barlangban publikált írások közül 2 foglalkozik a barlanggal.
A Kárpát József által 1990-ben írt kéziratban az van írva, hogy a Kevélynyergi-zsombolyt (Budakalász) nevezik még Nagykevélyi-zsombolynak, Természetbarát-zsombolynak és Természetbarát-barlangnak. A barlang bejárata a kevély-nyergi turistaháztól 70°-ra 600 m-re, 400 m tszf. magasságban helyezkedik el. A zöld jelzésű turistaúttól É-ra 100 m-re, berogyás alján van a bejárat. Hévizes keletkezésű kürtő felszínre szakadásával jött létre a kb. 80 m hosszú és 18 m mély barlang. Látványos, 9 m mély bejárati aknája két irányba induló, elágazó járatrendszerhez kapcsolódik. Jellegzetes oldásformák (gömbkupolák, gömbfülkék) jellemzők formakincsére. Néhány helyen cseppkőképződmények figyelhetők meg benne. Agyaggal nagyon feltöltődtek, sarasak járatai. Jelenleg senki nem kutatja a barlangot. Kötéltechnikai eszközök is kellenek bejárásához. A kéziratba bekerült a barlang 1953-ban készült alaprajz térképe.
A Kárpát József által 1991-ben írt kéziratban meg van említve, hogy a Kevély-nyergi-zsomboly (Budakalász) 100 m hosszú és 18 m mély. A Pilis hegység 10. leghosszabb barlangja. Az 1991. évi Földrajzi Közleményekben publikált, Hevesi Attila által írt tanulmányban szó van arról, hogy mivel a Pilis hegység sasbércvonulatai magasra emelkednek környezetükhöz viszonyítva, ezért hátaikon néhány zsomboly (pl. a Kevély-nyergi-zsomboly), tetőik közelében, homlokfalaikon pedig sok régi forrásbarlang található. Az 1991-ben napvilágot látott, A Pilis és a Visegrádi-hegység című útikalauzban részletesen le van írva. A könyvben az olvasható, hogy a turistaháztól kb. 500 m-re K-re, ligetes erdőben van a nagy bejárata és a Kevélyek egyik legnagyobb, 21 m mély barlangja. Az 1930-as években a TTE tagjai tárták fel először az alsó teremsort, amely azután omlások miatt járhatatlan lett. A geológiai technikum kutatói 1964 őszén tették látogathatóvá ezt a részt. Később több mint 80 m-rel növelték a barlang hosszát új termek megismerésével. A barlang hévizes kialakulására utalnak a nagyterem kupoláján és a zsombolyakna falán megfigyelhető jellegzetes gömbfülkék. A tág, 12 m mély bejárati akna egy kupolás nagyméretű terembe vezet. A teremhez egy szűk és meredeken lejtő folyosó csatlakozik. A folyosóhoz egy alsóbb szinten található teremsor kapcsolódik.
A 2000. évi Karsztfejlődésben lévő tanulmány szerint a többi, Pilis hegységi barlangot figyelembe véve feltűnő adat, hogy a zsomboly üledékes kitöltéséből Haas János felsőeocén–oligocén Foraminifera együttest iszapolt ki. A tanulmányban van egy ábra, amelyen látható a Pilis hegységben található néhány barlang és édesvízi mészkő előfordulás földrajzi elhelyezkedése. Az ábrán megfigyelhető, hogy a Kevély-nyergi-zsomboly (a rajzon Kevélynyergi a neve) mekkora függőleges kiterjedésű és mekkora tszf. magasságban helyezkedik el. A Sásdi László által 2002-ben készített kéziratban azok az információk szerepelnek, mint a 2000. évi Karsztfejlődésben lévő tanulmányban. A kéziratban azonban meg van említve az is, hogy a Pilis hegységben található barlangok kis hányada a felszíni lepusztulás miatt nyílt meg, pl. a Kevély-nyergi-zsomboly.
A 2005-ben megjelent, Magyar hegyisport és turista enciklopédia című kiadványban önálló szócikke van a barlangnak. A szócikk szerint a Kevély-nyergi-zsomboly (Nagykevélyi-zsomboly, Természetbarát-zsomboly) a Pilis hegységben található védett természeti érték. 400 m tszf. magasságban van a jelentős méretű, 3,5×2 m-es bejárata. 80 m hosszú és 21 m mély a triász dachsteini mészkőben keletkezett barlang. A gömbüstökkel és cseppkőlefolyásokkal díszített bejárati akna felszakadással alakult ki. A főakna mellett egy azzal párhuzamos, felszínről bemosott kőzettörmelékkel és agyaggal feltöltött ikerakna vezet a beszakadás törmelékkúpját magába foglaló terembe. A TTE barlangkutatói, akiket Révay Ernő és Venkovits István vezettek, az 1940-es években jutottak le a barlang vízszintes részébe. Az újrafeltöltődés gyakran megakadályozza a zsomboly alsó részébe való bejutást. Jelenleg sem járható.
A Duna–Ipoly Nemzeti Park Igazgatóság működési területén, a Pilis hegységben elhelyezkedő és 4820/12 kataszteri számú Kevély-nyergi-zsomboly, 2006. február 28-tól, a környezetvédelmi és vízügyi miniszter 8/2006. KvVM utasítása szerint, megkülönböztetett védelmet igénylő barlang. A Duna–Ipoly Nemzeti Park Igazgatóság működési területén lévő és 4820-12 kataszteri számú Kevély-nyergi-zsomboly, 2012. február 25-től, a vidékfejlesztési miniszter 4/2012. (II. 24.) VM utasítása szerint, megkülönböztetetten védett barlang.

## További irodalom
- Bertalan Károly: A barlangkutató-szakosztály jelentése. A Budapesti Egyetemi Turista Egyesület beszámolója az 1942. jubileumi évről. Budapest, 1943. 17–19. old.
- Haas János: A kevélynyergi Természetbarát-zsomboly. Kézirat. Budapest, 1966. Képesítő szakdolgozat (Szabó József Geológiai Technikum).
- Szenthe István: Karsztjelenségek és képződményeik fejlődéstörténete a Nagy-Kevély környékén. Egyetemi szakdolgozat. Kézirat. Budapest, 1969.